# Stråtjärnen, Ångermanland
Stråtjärnen är en sjö i Sollefteå kommun i Ångermanland och ingår i Ångermanälvens huvudavrinningsområde. Sjön har en area på 0,0795 kvadratkilometer och ligger 123,2 meter över havet. Sjön avvattnas av vattendraget Tannån.

## Delavrinningsområde
Stråtjärnen ingår i det delavrinningsområde (701122-159889) som SMHI kallar för Mynnar i Offersjön. Medelhöjden är 176 meter över havet och ytan är 9,68 kvadratkilometer. Räknas de 9 avrinningsområdena uppströms in blir den ackumulerade arean 50,94 kvadratkilometer. Tannån som avvattnar avrinningsområdet har biflödesordning 3, vilket innebär att vattnet flödar genom totalt 3 vattendrag innan det når havet efter 19 kilometer. Avrinningsområdet består mestadels av skog (94 procent). Avrinningsområdet har 0,08 kvadratkilometer vattenytor vilket ger det en sjöprocent på 0,8 procent.